# Nederland op de Paralympische Zomerspelen 1964
Nederland nam deel aan de Paralympische Zomerspelen 1964 in Tokio.

## Medailleoverzicht
| Sport        | Olympiër      | Discipline                                    | Medaille |
| ------------ | ------------- | --------------------------------------------- | -------- |
| Zwemmen      | E. Gaarlandt  | 50 m Schoolslag complete class 3 (v)          | Goud     |
| Zwemmen      | Prins         | 50 m Vrije slag Prone special class (m)       | Goud     |
| Zwemmen      | Prins         | 50 m Vrije slag Supine special class (m)      | Goud     |
|              |               |                                               |          |
| Atletiek     | E. Gaarlandt  | Slalom (v)                                    | Zilver   |
| Boogschieten | Piet Blanker  | Albion Ronde open (m)                         | Zilver   |
| Boogschieten | Piet Blanker  | FITA Ronde open (m)                           | Zilver   |
| Tafeltennis  | J. Jacobs     | Individueel Klasse A1 (m)                     | Zilver   |
| Zwemmen      | D. Kruidenier | 50 m Vrije slag Prone cauda equina (m)        | Zilver   |
| Zwemmen      | M. de Groot   | 25 m Vrije slag Supine incomplete class 1 (v) | Zilver   |
|              |               |                                               |          |
| Atletiek     | E. O'Brien    | Slalom (v)                                    | Brons    |
| Tafeltennis  | M. de Groot   | Individueel Klasse A1 (m)                     | Brons    |
| Zwemmen      | D. Kruidenier | 50 m Schoolslag complete class 5 (m)          | Brons    |
| Zwemmen      | M. de Groot   | 25 m Vrije slag Supine incomplete class 1 (v) | Brons    |

## Deelnemers en resultaten
(m) = mannen, (v) = vrouwen (g) = gemengd 

### Atletiek
| Paralympiër   | Onderdeel                  | Resultaat | Prestatie |
| ------------- | -------------------------- | --------- | --------- |
| D. Kruidenier | Vijfkamp Special Class (m) | 4         |           |
| E. Gaarlandt  | Slalom (v)                 | Zilver    | 1:27.6 s  |
| E. O'Brien    | Slalom (v)                 | Brons     | 1:44.1 s  |

### Boogschieten
| Paralympiër   | Onderdeel             | Resultaat | Prestatie |
| ------------- | --------------------- | --------- | --------- |
| Piet Blanker  | Albion Ronde open (m) | Zilver    | 784 pt    |
| Piet Blanker  | FITA Ronde open (m)   | Zilver    | 963 pt    |
| Popke Popkema |                       |           |           |
| Geert Imming  |                       |           | 7e        |

### Tafeltennis
| Paralympiër           | Onderdeel                 | Resultaat | Prestatie |
| --------------------- | ------------------------- | --------- | --------- |
| J. Jacobs             | Individueel Klasse A1 (m) | Zilver    |           |
| M. de Groot           | Individueel Klasse A1 (m) | Brons     |           |
| M. de Groot J. Jacobs | Dubbelspel Klasse A1 (m)  | Goud      |           |

### Zwemmen
| Paralympiër   | Onderdeel                                     | Resultaat | Prestatie |
| ------------- | --------------------------------------------- | --------- | --------- |
| D. Kruidenier | 50 m Schoolslag complete class 5 (m)          | Brons     | 1:06.4 s  |
| D. Kruidenier | 50 m Vrije slag Supine complete class 5 (m)   | 4         | 1:10.9 s  |
| D. Kruidenier | 50 m Vrije slag Prone cauda equina (m)        | Zilver    | 39.9 s    |
| E. Gaarlandt  | 50 m Schoolslag complete class 3 (v)          | Goud      | 1:34.3 s  |
| M. de Groot   | 25 m Vrije slag Supine incomplete class 1 (v) | Brons     |           |
| M. de Groot   | 25 m Vrije slag Supine complete class 1 (v)   | Zilver    | 1:34.5 s  |
| Prins         | 50 m Vrije slag Prone special class (m)       | Goud      | 37.7 s    |
| Prins         | 50 m Vrije slag Supine special class (m)      | Goud      | 44.7 s    |